# Gene Watson
Gary Gene Watson (11 de octubre de 1943) es un cantante estadounidense de música country. Conocido por éxitos como "Love in the Hot Afternoon", "Fourteen Carat Mind", y "Farewell Party".  A lo largo de su carrera artística, ha conseguido 5 números uno, 21 top tens y 48 sencillos en las listas de éxitos.

## Biografía
Watson nació en Palestine, Texas, y se creció en Paris, Texas, antes de trasladarse definitivamente a Houston en 1963. Allí comenzó su carrera musical, actuando en clubes por la noche y trabajando durante el día en un taller mecánico. Grabó con algunas pequeñas discográficas locales, consiguiendo cierto éxito a nivel regional con el sencillo "Bad Water", hasta que en 1975, fue fichado por la discográfica Capitol Records que relanzó su álbum Love in the Hot Afternoon a nivel nacional. La canción que da título al álbum, fue lanzada como sencillo en junio de 1975, alcanzando el número 3 de la lista Billboard Hot Country Singles.
El éxito nacional de Watson, continuó durante finales de los años 70 y comienzos de los 80, consiguiendo posicionar numerosos sencillos en la lista Billboard, con temas como "Where Love Begins", "Paper Rosie", "Should I Go Home (or Should I Go Crazy)", "Nothing Sure Looked Good on You", y "Farewell Party", su canción más emblemática, publicada en 1979, y que da nombre a su banda, la Farewell Party Band.
En febrero de 2012, Watson, celebró el 50 aniversario de su carrera musical publicando Best of the Best, 25 Greatest Hits. Los temas fueron regrabados intentando recrear el sonido original de la forma más fiel posible. El proyecto fue producido por Dirk Johnson y publicado por Watson en su propio sello discográfico, Fourteen Carat Music. En junio de 2014, Watson publicó el álbum, My Heroes Have Always Been Country, compuesto por once versiones de éxitos de sus músicos favoritos, como Merle Haggard, Ray Price y Lefty Frizzell.  El 26 de febrero de 2016, publicó, Real.Country.Music.  Un álbum de country tradicional cuyo sencillo de presentación, "Enough For You", fue escrito por Kris Kristofferson. En 2018, publicó un álbum de música gospel titulado My Gospel Roots.
Watson fue incluido en el Texas Country Music Hall of Fame en 2002.
Watson fue invitado a unirse a Grand Ole Opry, por Vince Gill, el 17 de enero de 2020.

## Discografía
- 1969 - Gene Watson
- 1975 - Love in the Hot Afternoon
- 1976 - Because You Believed in Me
- 1977 - Paper Rosie
- 1977 - Gene Watson's Beautiful Country
- 1978 - Reflections
- 1979 - Should I Come Home
- 1980 - No One Will Ever Know
- 1981 - Between This Time & the Next Time
- 1981 - Old Loves Never Die
- 1982 - This Dream's on Me
- 1983 - Sometimes I Get Lucky
- 1884 - Little By Little
- 1984 - Heartaches, Love & Stuff
- 1985 - Memories to Burn
- 1986 - Starting New Memories
- 1987 - Honky Tonk Crazy
- 1989 - Back in the Fire
- 1990 - At Last
- 1992 - In Other Words
- 1993 - Uncharted Mind
- 1996 - The Good Ole Days
- 1997 - Jesus Is All I Need
- 1997 - A Way to Survive
- 2001 - From the Heart
- 2003 - Gene Watson Sings
- 2005 - Then & Now
- 2007 - In a Perfect World
- 2009 - A Taste of the Truth
- 2011 - Your Money and My Good Looks
- 2012 - Best of the Best: 25 Greatest Hits
- 2014 - My Heroes Have Always Been Country
- 2016 - Real. Country. Music.
- 2017 - My Gospel Roots